# Орловський ВТТ
Орловський ВТТ (рос. Орловский ИТЛ, Орловлаг) — підрозділ системи виправно-трудових установ ГУЛАГ.
Організований 31.07.57;

діючий на 01.01.60

## Підпорядкування і дислокація
- ГУВТК МВС СРСР з 31.07.57;
- МВС РРФСР 01.12.57.

Адреса : Красноярський край, Рибінський р-н, м. Заозерний, п/я КС-327.
Своєю назвою табір зобов'язаний тому, що спочатку його управління розташовувалося в с. Орловка.

## Виконувані роботи
- обслуговування Буд-ва 604 (електрохімічний завод з виробництва збройового урану в ЗАТО Зеленогорськ)

## Чисельність ув'язнених
- 01.10.57 — 610,
- 01.01.58 — 2468,
- 01.01.59 — 4238,
- 01.01.60 — 1600